# غریبه در شهر
«غریبه در شهر» (به انگلیسی: Stranger in Town) آلبومی از باب سیگر است که در ۵ مه ۱۹۷۸ منتشر شد.